# 圣岛沙鸻
圣岛沙鸻，又称圣赫勒拿鸻，是圣赫勒拿岛特有的鸻科弯嘴鸻属鸟类，为该岛國鳥。其外观与基氏沙鸻相似，但体型更大，腿部更细长。
圣岛沙鸻曾归入鸻属。2015年，研究发现圣岛沙鸻与弯嘴鸻的关系更为接近，世界鸟类学家联合会在2024年的名录更新中将其转至弯嘴鸻属下。
圣岛沙鸻的数量在1980年代末约为450只。由于岛上作为其主要栖息地的牧场面积减少，2005年至2006年估计仅余200至220只成鸟。2007年，圣岛沙鸻被列为極危物種。后续调查显示其数量有所回升，至2019年已有545只成鸟，其濒危等级也改为易危，但这一数量变化的原因不明。